# Sculpture tricéphale
La sculpture tricéphale est une roche ornée située à Lugrin, en France.

## Localisation
la roche ornée est située dans le département français de la Haute-Savoie, sur la commune de Lugrin.

## Historique
L'édifice est classé au titre des monuments historiques en 1954.